# Ebb Tide
Ebb Tide (Brasil: O Tufão / Portugal: O Veleiro Maldito) é um filme estadunidense de 1937, do gênero aventura, dirigido por James P. Hogan e estrelado por Oskar Homolka, Frances Farmer e Ray Milland. Este é o segundo filme que a Paramount decidiu rodar em Technicolor e em locações, motivada pelo sucesso de The Trail of the Lonesome Pine, de (1936). O roteiro é baseado no pequeno romance The Ebb-Tide, A Trio and a Quartette, escrito por Robert Louis Stevenson e seu enteado Lloyd Osbourne e publicado em 1894.
Quanto ao forte elenco, o filme marcou a estreia do austríaco Oskar Homolka em Hollywood, enquanto o irlandês Barry Fitzgerald fazia sua segunda incursão em terras norte-americanas, em seguida a The Plough and the Stars, de John Ford. Por outro lado, o desempenho de Lloyd Nolan, como um maníaco religioso enlouquecido, foi muito elogiado pela crítica.

A história já fora filmada anteriormente em 1915, pela Selig Polyscope e em 1922 pela própria Paramount. Esta lançaria ainda outra versão em 1947, com o título de Adventure Island.

## Sinopse
Uma escuna com destino ao Peru é açoitada por um tufão e vê-se obrigada a aportar em Kanaki, uma ilha do Pacífico Sul aparentemente deserta. Entretanto, os marinheiros Robert e Huish, mais o Capitão Jakob e Faith, a bela filha do comandante anterior do navio, descobrem que ali vive Attwater, um norte-americano que se dedica à cata ilegal de pérolas. Os poucos habitantes da ilha, sobreviventes de uma epidemia de varíola, acreditam que Attwater é um deus e o protegem e auxiliam quando os visitantes tentam roubar seu tesouro.

## Elenco
| Ator/Atriz       | Personagem              |
| ---------------- | ----------------------- |
| Oskar Homolka    | Capitão Jakob Therbecke |
| Frances Farmer   | Faith Wishart           |
| Ray Milland      | Robert Herrick          |
| Lloyd Nolan      | Attwater                |
| Barry Fitzgerald | Huish                   |
| Charles Judels   | Doutor                  |
| Charles Stevens  | Tio Ned                 |
| David Torrence   | Tapena Tom              |